# Француска на Светском првенству у атлетици на отвореном 2023.
Француска је учествовала на 19. Светском првенству у атлетици на отвореном 2023. одржаном у Будимпешти од 19. до 27. августа деветнаести пут, односно, учествовала је на свим првенствима до данас. Репрезентацију Француске представљало 71 учесник (40 мушкараца и 31 жена) који су се такмичили у 33 дисциплине (20 мушких и 13 женских).,
На овом првенству Француска је по броју освојених медаља делила 27. место са 1 освојеном медаљом (1 сребрна). У табели успешности према броју и пласману такмичара који су учествовали у финалним такмичењима (првих 8 такмичара) Француска је са 8 учесника у финалу заузела 16. место са 29 бодова.
| Плас. | Земља     | 1. место | 2. место | 3. место | 4. место | 5. место | 6. место | 7. место | 8. место | Бр. финал. | Бод. |
| ----- | --------- | -------- | -------- | -------- | -------- | -------- | -------- | -------- | -------- | ---------- | ---- |
| 16.   | Француска | 0        | 1        | 0        | 1        | 2        | 2        | 1        | 1        | 8          | 29   |

## Учесници
| Мушкарци: - Моухамадоу Фал — 100 м, 4х100 м - Риан Зезе — 200 м - Јанис Мезијане — 800 м - Бенжамин Роберт — 800 м - Габријел Туал — 800 м - Азедин Хабз — 1.500 м - Julian Ranc — 1.500 м - Жими Гресијер — 5.000 м - Хуго Хеј — 5.000 м - Јан Шруб — 10.000 м - Хасан Чахди — Маратон - Мехди Фрере — Маратон - Морхад Амдоуни — Маратон - Sasha Zhoya — 110 м препоне - Вилем Белосјан — 110 м препоне - Јуст Квау-Мате — 110 м препоне - Лидви Ваљан — 400 м препоне - Вилфред Хапио — 400 м препоне - Djilali Bedrani — 3.000 м препреке - Микел-Меба Зезе — 4х100 м - Пабло Матео — 4х100 м - Рајан Зезе — 4х100 м - Лидви Ваљан — 4х400 м - Жил Бирон — 4х400 м, 4х400 м (м+ж) - Давид Сомбе — 4х400 м - Тео Андан — 4х400 м, 4х400 м (м+ж) - Лоис Превот — 4х400 м - Габријел Бордије — 20 км ходање - Кевин Кампион — 35 км ходање - Аурелијен Кинион — 35 км ходање - Тибо Коле — Скок мотком - Баптист Тјери — Скок мотком - Етан Кормон — Скок мотком - Жил Помери — Скок удаљ - Жан-Марк Понтвијан — Троскок - Ензо Ходебар — Троскок - Фред Мудани-Ликиви — Бацање кугле - Јан Шосинанд — Бацање кладива - Фелисе Вахаи Сосаја — Бацање копља - Кевин Мајер — Десетобој | Жене: - Амандин Бросје — 400 м, 4х400 м (м+ж) - Ренел Ламот — 800 м - Лена Кандисунон — 800 м - Ањес Рахаролахи — 800 м - Agathe Guillemot — 1.500 м - Сирина Самба-Мајела — 100 м препоне - Лаетициа Бапте — 100 м препоне - Алис Финот — 3.000 м препреке - Flavie Renouard — 3.000 м препреке - Carolle Zahi — 4х100 м - Гемима Жозеф — 4х100 м - Хелене Парисот — 4х100 м - Малори Леконт — 4х100 м - Louise Maraval — 4х400 м, 4х400 м (м+ж) - Марџори Вејсијер — 4х400 м - Camille Séri — 4х400 м - Sounkamba Sylla — 4х400 м - Клеманс Берета — 20 км ходање - Полин Сте — 20 км ходање - Камиј Мутар — 20 км ходање - Навал Меникер — Скок увис - Солен Жикел — Скок увис - Нинон Шапел — Скок мотком - Марго Шеврије — Скок мотком - Марје-Жулје Бонин — Скок мотком - Мелина Робер-Мишон — Бацање диска - Александра Тавернијер — Бацање кладива - Рос Лого — Бацање кладива - Auriana Lazraq-Khlass — Седмобој - Леонје Камбур — Седмобој - Естер Турпин — Седмобој |

## Освајачи медаља (1)

### сребро (1)
- Лидви Ваљан, Жиљес Бирон 
 Давид Сомбе, Тео Андант — 4 x 400 м

## Резултати

### Мушкарци
| Атлетичар                                               | Дисциплина       | Лични рекорд | Квалификације     | Квалификације     | Полуфинале            | Полуфинале           | Финале                | Финале               | Детаљи |
| Атлетичар                                               | Дисциплина       | Лични рекорд | Резултат          | Место             | Резултат              | Место                | Резултат              | Место                | Детаљи |
| ------------------------------------------------------- | ---------------- | ------------ | ----------------- | ----------------- | --------------------- | -------------------- | --------------------- | -------------------- | ------ |
| Моухамадоу Фал                                          | 100 м            | 10,04        | 10,19             | 4. у гр. 5        | Није се квалификовао  | Није се квалификовао | Није се квалификовао  | 27 / 71 (75)         |        |
| Риан Зезе                                               | 200 м            | 20,23        | Дисквалификован   | Дисквалификован   | Није се квалификовао  | Није се квалификовао | Није се квалификовао  | Није се квалификовао |        |
| Јанис Мезијане                                          | 800 м            | 1:44,30      | 1:45,30 КВ        | 3. у гр. 7        | 1:44,30(.298) =ЛР     | 4. у гр. 3           | Нису се квалификовали | 9 / 60 (61)          |        |
| Бенжамин Роберт                                         | 800 м            | 1:43,48      | 1:46,45 КВ        | 1. у гр. 5        | 1:44,38               | 6. у гр. 1           | Нису се квалификовали | 12 / 60 (61)         |        |
| Габријел Туал                                           | 800 м            | 1:44,23      | 1:45,10 КВ        | 2. у гр. 1        | 1:44,83               | 5. у гр. 2           | Нису се квалификовали | 18 / 60 (61)         |        |
| Азедин Хабз                                             | 1.500 м          | 3:29,26      | 3:35,16 КВ        | 6. у гр. 3        | 3:32,79 КВ            | 4. у гр. 1           | 3:33,14               | 11 / 58              |        |
| Julian Ranc                                             | 1.500 м          | 3:33,90      | 3:48,63           | 14. у гр. 2       | Није се квалификовао  | Није се квалификовао | Није се квалификовао  | 56 / 58              |        |
| Жими Гресијер                                           | 5.000 м          | 12:56,09     | 13:36,42 КВ       | 6. у гр. 1        |                       |                      | 13:17,20              | 9 / 43 (44)          |        |
| Julian Ranc                                             | 5.000 м          | 13:02,62     | 13:39,76          | 14. у гр. 2       | Није се квалификовао  | 27 / 43 (44)         |                       |                      |        |
| Јан Шруб                                                | 10.000 м         | 27:47,13     |                   |                   |                       |                      | 28:07,42 ЛРС          | 9 / 22 (25)          |        |
| Хасан Чахди                                             | Маратон          | 2:08:19      | 2:10:45 ЛРС       | 7 / 60 (85)       |                       |                      |                       |                      |        |
| Мехди Фрере                                             | Маратон          | 2:08:55      | 2:11:59           | 18 / 60 (85)      |                       |                      |                       |                      |        |
| Морхад Амдоуни                                          | Маратон          | 2:05:22 НР   | Није завршио трку | Није завршио трку |                       |                      |                       |                      |        |
| Sasha Zhoya                                             | 110 м препоне    | 13,17        | 13,35(.343) КВ    | 3. у гр. 1        | 13,15 КВ, ЛР          | 2. у гр. 2           | 13,26                 | 6 / 43 (45)          |        |
| Вилем Белосјан                                          | 110 м препоне    | 13,07        | 13,35 КВ          | 1. у гр. 2        | 13,23 кв              | 3. у гр. 3           | 13,32                 | 8 / 43 (45)          |        |
| Јуст Квау-Мате                                          | 110 м препоне    | 13,09        | 13,42(.416) кв    | 5. у гр. 5        | 13,31(.308)           | 3. у гр. 1           | Нису се квалификовали | 11 / 43 (45)         |        |
| Лидви Ваљан                                             | 400 м препоне    | 47,85        | 48,27 КВ          | 2. у гр. 1        | 48,48                 | 3. у гр. 2           | Нису се квалификовали | 11 / 41 (43)         |        |
| Вилфред Хапио                                           | 400 м препоне    | 47,41        | 48,63(.628) КВ    | 1. у гр. 3        | 48,83                 | 7. у гр. 3           | Нису се квалификовали | 16 / 41 (43)         |        |
| Djilali Bedrani                                         | 3.000 м препреке | 8:05,23      | 8:20,69           | 7. у гр. 3        |                       |                      | Нису се квалификовали | 13 / 37              |        |
| Микел-Меба Зезе Пабло Матео Рајан Зезе Моухамадоу Фал   | 4 х 100 м        | 37,79 НР     | 37,98 кв, НРС     | 4. у гр. 1        | 38,06                 | 6 / 13 (16)          |                       |                      |        |
| Лидви Ваљан Жил Бирон Давид Сомбе Тео Андан Лоис Превот | 4 х 400 м        | 2:58,96 НР   | 3:00,05 КВ, НРС   | 2. у гр. 2        | 2:58,45 НР            |                      |                       |                      |        |
| Габријел Бордије                                        | 20 км ходање     | 1:20:09 НР   |                   |                   |                       |                      | 1:18:59 ЛР            | 10 / 47 (50)         |        |
| Кевин Кампион                                           | 35 км ходање     | 2:30:01      | 2:28:46           | 14 / 33 (49)      |                       |                      |                       |                      |        |
| Аурелијен Кинион                                        | 35 км ходање     | 2:28:46 НР   | Дисквалификован   | Дисквалификован   |                       |                      |                       |                      |        |
| Тибо Коле                                               | Скок мотком      | 5,82         | 5,75 кв           | 5. у гр. А        |                       |                      | 5,90 ЛР               | 5 / 29 (34)          |        |
| Баптист Тјери                                           | Скок мотком      | 5,72         | 5,70              | 4. у гр. А        | Нису се квалификовали | 19 / 29 (34)         |                       |                      |        |
| Етан Кормон                                             | Скок мотком      | 5,82         | 5,55              | 10. у гр. А       | Нису се квалификовали | 20 / 29 (34)         |                       |                      |        |
| Жил Помери                                              | Скок удаљ        | 8,17         | 7,23              | 18. у гр. Б       | Нису се квалификовали | 37 / 37 (39)         |                       |                      |        |
| Жан-Марк Понтвијан                                      | Троскок          | 17,20        | 16,64             | 6. у гр. А        | Нису се квалификовали | 14 / 31 (37)         |                       |                      |        |
| Ензо Ходебар                                            | Троскок          | 17,05        | 16,17             | 14. у гр. Б       | Нису се квалификовали | 25 / 27 (37)         |                       |                      |        |
| Фред Мудани-Ликиви                                      | Бацање кугле     | 20,54        | 18,88             | 15. у гр. Б       | Нису се квалификовали | 32 / 35 (37)         |                       |                      |        |
| Јан Шосинанд                                            | Бацање кладива   | 77,34        | 72,17             | 13. у гр. Б       | Нису се квалификовали | 23 / 33 (35)         |                       |                      |        |
| Фелисе Вахаи Сосаја                                     | Бацање копља     | 82,04        | 74,80             | 13. у гр. А       | Нису се квалификовали | 28 / 34 (37)         |                       |                      |        |

#### Десетобој
| Дисциплина    | Кевин Мајер      | Кевин Мајер | Кевин Мајер | Кевин Мајер | Кевин Мајер | Кевин Мајер |
| Дисциплина    | Лич. рек.        | Резултат    | Бод.        | Плас.       | Укупно      | Плас.       |
| ------------- | ---------------- | ----------- | ----------- | ----------- | ----------- | ----------- |
| 100 м         | 10,50            | 10,79 ЛРС   | 908         | 14.         | 908         | 14.         |
| Скок удаљ     | 7,80             | 7,25        | 874         | 15.         | 1.782       | 16.         |
| Бацање кугле  | 17,08            | НС          | 0           |             |             |             |
| Скок увис     | 2,10             | НС          | 0           |             |             |             |
| 400 м         | 48,26            | НС          | 0           |             |             |             |
| 110 м препоне | 13,54            |             |             |             |             |             |
| Бацање диска  | 52,38            |             |             |             |             |             |
| Скок мотком   | 5,60             |             |             |             |             |             |
| Бацање копља  | 73,09            |             |             |             |             |             |
| 1500 м        | 4:18,04          |             |             |             |             |             |
| Десетобој     | 9.126 СР, ЕР, НР |             |             |             | НЗ          |             |

### Жене
| Атлетичарка                                                                 | Дисциплина       | Лични рекорд | Квалификације      | Квалификације      | Полуфинале            | Полуфинале            | Финале                | Финале       | Детаљи |
| Атлетичарка                                                                 | Дисциплина       | Лични рекорд | Резултат           | Место              | Резултат              | Место                 | Резултат              | Место        | Детаљи |
| --------------------------------------------------------------------------- | ---------------- | ------------ | ------------------ | ------------------ | --------------------- | --------------------- | --------------------- | ------------ | ------ |
| Амандин Бросје                                                              | 400 м            | 51,21        | 51,98              | 5. у гр. 3         | Није се квалификовала | Није се квалификовала | Није се квалификовала | 33 / 48      |        |
| Ренел Ламот                                                                 | 800 м            | 1:57,98      | 2:00,22 КВ         | 3. у гр. 4         | 2:01,25               | 6. у гр. 2            | Није се квалификовала | 21 / 56      |        |
| Лена Кандисунон                                                             | 800 м            | 1:59,65      | 2:00,81            | 5. у гр. 3         | Нису се квалификовале | Нису се квалификовале | Нису се квалификовале | 29 / 56      |        |
| Ањес Рахаролахи                                                             | 800 м            | 1:59,59      | 2:01,93            | 8. у гр. 6         | Нису се квалификовале | Нису се квалификовале | Нису се квалификовале | 47 / 56      |        |
| Agathe Guillemot                                                            | 1.500 м          | 4:03,26      | 4:06,18            | 8. у гр. 2         | Нису се квалификовале | Нису се квалификовале | Нису се квалификовале | 32 / 55 (56) |        |
| Сирина Самба-Мајела                                                         | 100 м препоне    | 12,68        | 12,71(.708) КВ     | 4. у гр. 1         | 12,95                 | 5. у гр. 2            | Није се квалификовала | 17 / 43      |        |
| Лаетициа Бапте                                                              | 100 м препоне    | 12,69        | 12,92(.922)        | 5. у гр. 4         | Није се квалификовала | Није се квалификовала | Није се квалификовала | 25 / 43      |        |
| Алис Финот                                                                  | 3.000 м препреке | 9:10,04 НР   | 9:20,27 КВ, НР, ЛР | 4. у гр. 3         |                       |                       | 9:06,15 НР, ЛР        | 5 / 35       |        |
| Flavie Renouard                                                             | 3.000 м препреке | 9:19,07      | 9:39,91            | 9. у гр. 2         | Нису се квалификовале | 27 / 35               |                       |              |        |
| Carolle Zahi Гемима Жозеф Хелене Парисот Малори Леконт                      | 4 х 100 м        | 41,78 НР     | 43,12 НРС          | 7. у гр. 1         | Нису се квалификовале | 12 / 15 (17)          |                       |              |        |
| Амандин Бросје Louise Maraval Марџори Вејсијер Camille Séri Sounkamba Sylla | 4 х 400 м        | 3:22,34 НР   | 3:27,50 кв, НРС    | 4. у гр. 1         | 3:28,35               | 9 / 16 (17)           |                       |              |        |
| Клеманс Берета                                                              | 20 км ходање     | 1:30:20 НР   |                    |                    |                       |                       | 1:30:43               | 16 / 40 (48) |        |
| Полин Сте                                                                   | 20 км ходање     | 1:31:17      | 1:31:20            | 18 / 40 (48)       |                       |                       |                       |              |        |
| Камиј Мутар                                                                 | 20 км ходање     | 1:31:29      | 1:32:18            | 21 / 40 (48)       |                       |                       |                       |              |        |
| Навал Меникер                                                               | Скок увис        | 1,93         | 1,89 кв            | 7. у гр. А         |                       |                       | 1,90                  | 12 / 29 (30) |        |
| Солен Жикел                                                                 | Скок увис        | 1,92         | 1,89 кв            | 7. гр. Б           | 1,85                  | 15 / 34 (35)          |                       |              |        |
| Нинон Шапел                                                                 | Скок мотком      | 4,75         | 4,60               | 8. у гр А          | Нису се квалификовале | 14 / 32 (37)          |                       |              |        |
| Марго Шеврије                                                               | Скок мотком      | 4,71         | 4,50               | 9. у гр. Б         | Нису се квалификовале | 21 / 32 (37)          |                       |              |        |
| Марје-Жулје Бонин                                                           | Скок мотком      | 4,70         | 4,50               | 14. у гр. Б        | Нису се квалификовале | 29 / 32 (37)          |                       |              |        |
| Хилари Кпатша                                                               | Скок удаљ        | 6,86         | Без исправог скока | Без исправог скока | Није се квалификовала | Није се квалификовала |                       |              |        |
| Мелина Робер-Мишон                                                          | Бацање диска     | 66,73 НР     | 61,82              | 5. у гр. Б         | Нису се квалификовале | 11 / 37               |                       |              |        |
| Александра Тавернијер                                                       | Бацање кладива   | 75,38 НР     | 70,19              | 9. у гр. Б         | Нису се квалификовале | 17 / 35 (36)          |                       |              |        |
| Рос Лого                                                                    | Бацање кладива   | 71,09        | 67,95              | 12. у гр. А        | Нису се квалификовале | 24 / 35 (36)          |                       |              |        |

#### седмобој
| Атлетичарка           | Дисциплина | 100 м пр.   | Вис       | Кугла | 200 м       | Даљ  | Копље    | 800 м      | Укупно   | Пласман      | Белешка |
| --------------------- | ---------- | ----------- | --------- | ----- | ----------- | ---- | -------- | ---------- | -------- | ------------ | ------- |
| Auriana Lazraq-Khlass | Резултат   | 13,62(.618) | 1,77 =ЛРС | 13,48 | 24,02       | 6,01 | 42,29    | 2:14,25    | 6.179 ЛР | 12 / 18 (23) |         |
| Auriana Lazraq-Khlass | Бодови     | 1.033       | 941       | 759   | 979         | 853  | 711      | 903        | 6.179 ЛР | 12 / 18 (23) |         |
| Леонје Камбур         | Резултат   | 13,56 =ЛРС  | 1,74      | 13,39 | 25,03 ЛРС   | 6,09 | 39,07 ЛР | 2:19,34    | 5.939    | 15 / 18 (23) |         |
| Леонје Камбур         | Бодови     | 1.041       | 903       | 753   | 884         | 877  | 649      | 832        | 5.939    | 15 / 18 (23) |         |
| Естер Турпин          | Резултат   | 13,24 ЛРС   | 1,77 ЛРС  | 12,79 | 25,04(.035) | БП   | 40,81    | 2:11,23 ЛР | 5.256    | 18 / 18 (23) |         |
| Естер Турпин          | Бодови     | 1.089       | 941       | 713   | 883         | 0    | 683      | 947        | 5.256    | 18 / 18 (23) |         |

### Мешовито
| Атлетичари                                                       | Дисциплина | Лични рекорд | Квалификације  | Квалификације | Полуфинале | Полуфинале | Финале   | Финале      | Детаљи |
| Атлетичари                                                       | Дисциплина | Лични рекорд | Резултат       | Место         | Резултат   | Место      | Резултат | Место       | Детаљи |
| ---------------------------------------------------------------- | ---------- | ------------ | -------------- | ------------- | ---------- | ---------- | -------- | ----------- | ------ |
| Жил Бирон (м) Louise Maraval (ж) Тео Андан (м) Амандин Бросје(ж) | 4 х 400 м  | 3:13,36 НР   | 3:12,25 КВ, НР | 2. у гр. 2    |            |            | 3:12,99  | 4 / 16 (17) |        |